# Matei Ilie
Matei Cristian Ilie (Piatra Neamț, 11 dicembre 2002) è un calciatore rumeno difensore del CFR Cluj e della nazionale Under-21 rumena.

## Biografia
Suo padre Constantin era un calciatore.

## Carriera

### Club

#### Gli inizi e Padova
Nasce in Romania dove inizia a giocare a calcio entrando a far parte del settore giovanile del Ceahlăul Piatra Neamț dove rimane fino al 2017. Si trasferisce poi in Italia all'età di 14 anni, dove approda nelle trafile della Pro Sesto giocando nell'Under-16. Nella nuova stagione passa al Padova dove esordisce con l'Under-17 il 30 settembre 2018, subentrando nella sconfitta per 3-1 contro il Cagliari. In tutta la stagione totalizza 17 presenze ed una rete con l'Under-17. Il 25 settembre 2018, debutta anche con la Primavera nel primo turno di Coppa Italia perso 2-0 contro il Verona. Esordisce anche in Campionato il 26 gennaio 2019 nella sconfitta per 3-0 contro il Venezia.
Nella stagione seguente viene aggregato fino a dicembre con la prima squadra, prima di essere ceduto un prestito al Verona. Viene aggregato alla Primavera, con la quale esordisce l'8 febbraio successivo nella vittoria per 3-0 contro il Parma. Riesce a fare solo un'altra presenza in campo prima dello stop forzato dei campionato a causa del COVID-19. Nella stagione successiva trova più spazio venendo spesso aggregato in prima squadra dove colleziona anche due convocazioni in Serie A ed una in Coppa Italia. Con la Primavera totalizza 10 presenze, vestendo in più occasioni anche la fascia di capitano.
Tornato alla base, esordisce con il Padova l'8 agosto 2021, subentrando nella sconfitta del Turno Preliminare di Coppa Italia contro l'Alessandria (0-2). Sfortunatamente per lui, nell'ottobre dello stesso anno gli viene riscontrata la lesione del legamento crociato anteriore che lo costringe a saltare tutta la stagione, salvo venire convocato per l'ultima partita della stagione.
La stagione seguente inizia giocando la sua prima gara da titolare nei professionisti, in occasione della sconfitta in Coppa Italia contro il Bari per 3-0. L'11 settembre successivo, esordisce anche in Serie C giocando da titolare il derby casalingo contro il Vicenza vinto per 2-1. Sotto la guida di Bruno Caneo, il difensore rumeno trova abbastanza spazio alternando gare da titolare e apparizioni dalla panchina, cose che non succede dopo il cambio di allenatore con l'arrivo di Vincenzo Torrente. Ritrova un po' di spazio nel finale di stagione dove trova anche il suo primo gol nei professionisti nel corso dell'ultima giornata di campionato vinta per 3-1 contro il Mantova. Il 1º settembre 2023, in comune accordo con la società viene rescisso il suo contratto con il Padova.

#### CFR Cluj
Il 5 settembre 2023 viene ufficializzato il suo passaggio al CFR Cluj, squadra rumena che milita nella massima serie. Debutta con la nuova squadra l'8 ottobre 2023 nella dodicesima giornata di campionato, da titolare, nel pareggio esterno contro la Dinamo Bucarest. Il 2 novembre successiva, esordisce anche in Cupa României nel pareggio per 1-1 contro il Universitatea Cluj. Nella prima fase di campionato totalizza 14 presenze. Nella prima partita della Poule Scudetto trova il suo primo gol nella sconfitta per 2-1 contro il U Craiova dove viene anche espulso negli ultimi minuti. Conclude la stagione con 20 presenze totali ed una rete.
Il 25 luglio 2024 fa il suo esordio in Conference League, nella gara d'andata del secondo turno preliminare pareggiata 0-0 contro il Neman Grodno.

### Nazionale
Nel 2018 viene convocato con la Nazionale Under-17 con la quale ottiene una presenza.
Nel 2021 viene convocato per la prima volta con la Nazionale Under-20 con la quale esordisce il 2 settembre seguente nella gara vinta per 2-1 contro il Portogallo. Scende in campo anche nella partita successiva persa per 6-1 contro l'Inghilterra. In occasione della gara del 17 novembre 2022 contro l'Italia persa per 2-1, veste per la prima volta la fascia di capitano. Con la Nazionale Under-20 totalizza 7 presenze.
Nel settembre del 2023 viene convocato per la prima volta con la Nazionale Under-21. Debutta il 12 settembre seguente da titolare nella sconfitta per 3-2 contro l'Albania valida per le qualificazioni agli Europei 2025. Trova la sua prima rete il 17 ottobre successivo, al 98' minuto della gara vinta per 1-0 contro la Finlandia. Va nuovamente in rete nella gara successiva del 17 novembre vinta per 5-0 contro l'Albania.

## Statistiche

### Presenze e reti nei club
Statistiche aggiornate al 17 agosto 2025.
| Stagione        | Squadra         | Campionato      | Campionato | Campionato | Coppe nazionali | Coppe nazionali | Coppe nazionali | Coppe continentali | Coppe continentali | Coppe continentali | Altre coppe | Altre coppe | Altre coppe | Totale | Totale |
| Stagione        | Squadra         | Comp            | Pres       | Reti       | Comp            | Pres            | Reti            | Comp               | Pres               | Reti               | Comp        | Pres        | Reti        | Pres   | Reti   |
| --------------- | --------------- | --------------- | ---------- | ---------- | --------------- | --------------- | --------------- | ------------------ | ------------------ | ------------------ | ----------- | ----------- | ----------- | ------ | ------ |
| 2021-2022       | Padova          | C               | 0          | 0          | CI+CI-C         | 1+0             | 0               | -                  | -                  | -                  | -           | -           | -           | 1      | 0      |
| 2022-2023       | Padova          | C               | 16         | 1          | CI+CI-C         | 1+0             | 0               | -                  | -                  | -                  | -           | -           | -           | 17     | 1      |
| Totale Padova   | Totale Padova   | Totale Padova   | 16         | 1          |                 | 2               | 0               |                    | -                  | -                  |             | -           | -           | 18     | 1      |
| 2023-2024       | CFR Cluj        | L1              | 18         | 1          | CR              | 2               | 0               | -                  | -                  | -                  | -           | -           | -           | 20     | 1      |
| 2024-2025       | CFR Cluj        | L1              | 32         | 1          | CR              | 2               | 0               | UECL               | 2                  | 0                  | -           | -           | -           | 36     | 1      |
| 2025-2026       | CFR Cluj        | L1              | 2          | 2          | CR              | 0               | 0               | UEL+UECL           | 6+0                | 0                  | SR          | 0           | 0           | 8      | 2      |
| Totale carriera | Totale carriera | Totale carriera | 67         | 5          |                 | 6               | 0               |                    | 8                  | 0                  |             | 0           | 0           | 82     | 5      |

### Cronologia presenze e reti in nazionale
| Cronologia completa delle presenze e delle reti in nazionale ― Romania under 21 | Cronologia completa delle presenze e delle reti in nazionale ― Romania under 21 | Cronologia completa delle presenze e delle reti in nazionale ― Romania under 21 | Cronologia completa delle presenze e delle reti in nazionale ― Romania under 21 | Cronologia completa delle presenze e delle reti in nazionale ― Romania under 21 | Cronologia completa delle presenze e delle reti in nazionale ― Romania under 21 | Cronologia completa delle presenze e delle reti in nazionale ― Romania under 21 | Cronologia completa delle presenze e delle reti in nazionale ― Romania under 21 |
| Data                                                                            | Città                                                                           | In casa                                                                         | Risultato                                                                       | Ospiti                                                                          | Competizione                                                                    | Reti                                                                            | Note                                                                            |
| ------------------------------------------------------------------------------- | ------------------------------------------------------------------------------- | ------------------------------------------------------------------------------- | ------------------------------------------------------------------------------- | ------------------------------------------------------------------------------- | ------------------------------------------------------------------------------- | ------------------------------------------------------------------------------- | ------------------------------------------------------------------------------- |
| 12-9-2023                                                                       | Elbasan                                                                         | Albania under 21                                                                | 3 – 2                                                                           | Romania under 21                                                                | Qual. Europeo Under-21 2025                                                     | -                                                                               |                                                                                 |
| 13-10-2023                                                                      | Bucarest                                                                        | Romania under 21                                                                | 2 – 0                                                                           | Armenia under 21                                                                | Qual. Europeo Under-21 2025                                                     | -                                                                               |                                                                                 |
| 17-10-2023                                                                      | Sibiu                                                                           | Romania under 21                                                                | 1 – 0                                                                           | Finlandia under 21                                                              | Qual. Europeo Under-21 2025                                                     | 1                                                                               | 89’                                                                             |
| 17-11-2023                                                                      | Bucarest                                                                        | Romania under 21                                                                | 5 – 0                                                                           | Albania under 21                                                                | Qual. Europeo Under-21 2025                                                     | 1                                                                               |                                                                                 |
| 21-11-2023                                                                      | Neuchâtel                                                                       | Svizzera under 21                                                               | 2 – 2                                                                           | Romania under 21                                                                | Qual. Europeo Under-21 2025                                                     | -                                                                               |                                                                                 |
| 26-3-2024                                                                       | Armavir                                                                         | Armenia under 21                                                                | 0 – 1                                                                           | Romania under 21                                                                | Qual. Europeo Under-21 2025                                                     | -                                                                               |                                                                                 |
| 21-3-2025                                                                       | Vila Nova de Famalicão                                                          | Portogallo under 21                                                             | 0 – 1                                                                           | Romania under 21                                                                | Amichevole                                                                      | -                                                                               | 46’                                                                             |
| 25-3-2025                                                                       | Bucarest                                                                        | Romania under 21                                                                | 0 – 2                                                                           | Paesi Bassi under 21                                                            | Amichevole                                                                      | -                                                                               | 90’                                                                             |
| 4-6-2025                                                                        | Vorau                                                                           | Georgia under 21                                                                | 0 – 1                                                                           | Romania under 21                                                                | Amichevole                                                                      | -                                                                               | 46’                                                                             |
| 11-6-2025                                                                       | Trnava                                                                          | Italia under 21                                                                 | 1 – 0                                                                           | Romania under 21                                                                | Europeo Under-21 2025 - 1º turno                                                | -                                                                               |                                                                                 |
| 14-6-2025                                                                       | Bratislava                                                                      | Spagna under 21                                                                 | 2 – 1                                                                           | Romania under 21                                                                | Europeo Under-21 2025 - 1º turno                                                | -                                                                               |                                                                                 |
| 17-6-2025                                                                       | Bratislava                                                                      | Romania under 21                                                                | 1 – 2                                                                           | Slovacchia under 21                                                             | Europeo Under-21 2025 - 1º turno                                                | -                                                                               | 90’                                                                             |
| Totale                                                                          |                                                                                 | Presenze                                                                        | 12                                                                              |                                                                                 | Reti                                                                            | 2                                                                               |                                                                                 |

| Cronologia completa delle presenze e delle reti in nazionale ― Romania under 20 | Cronologia completa delle presenze e delle reti in nazionale ― Romania under 20 | Cronologia completa delle presenze e delle reti in nazionale ― Romania under 20 | Cronologia completa delle presenze e delle reti in nazionale ― Romania under 20 | Cronologia completa delle presenze e delle reti in nazionale ― Romania under 20 | Cronologia completa delle presenze e delle reti in nazionale ― Romania under 20 | Cronologia completa delle presenze e delle reti in nazionale ― Romania under 20 | Cronologia completa delle presenze e delle reti in nazionale ― Romania under 20 |
| Data                                                                            | Città                                                                           | In casa                                                                         | Risultato                                                                       | Ospiti                                                                          | Competizione                                                                    | Reti                                                                            | Note                                                                            |
| ------------------------------------------------------------------------------- | ------------------------------------------------------------------------------- | ------------------------------------------------------------------------------- | ------------------------------------------------------------------------------- | ------------------------------------------------------------------------------- | ------------------------------------------------------------------------------- | ------------------------------------------------------------------------------- | ------------------------------------------------------------------------------- |
| 2-9-2021                                                                        | Voluntari                                                                       | Romania under 20                                                                | 2 – 1                                                                           | Portogallo under 20                                                             | Elite League Under-20                                                           | -                                                                               | 85’                                                                             |
| 6-9-2021                                                                        | Burton-upon-Trent                                                               | Inghilterra under 20                                                            | 6 – 1                                                                           | Romania under 20                                                                | Elite League Under-20                                                           | -                                                                               | 61’                                                                             |
| 7-10-2021                                                                       | Voluntari                                                                       | Romania under 20                                                                | 2 – 1                                                                           | Rep. Ceca under 20                                                              | Elite League Under-20                                                           | -                                                                               | 58’                                                                             |
| 17-11-2022                                                                      | Arad                                                                            | Romania under 20                                                                | 1 – 2                                                                           | Italia under 20                                                                 | Elite League Under-20                                                           | -                                                                               | cap.                                                                            |
| 21-11-2022                                                                      | Arad                                                                            | Romania under 20                                                                | 2 – 0                                                                           | Polonia under 20                                                                | Elite League Under-20                                                           | -                                                                               | 74’                                                                             |
| 23-3-2023                                                                       | Mafra                                                                           | Portogallo under 20                                                             | 1 – 1                                                                           | Romania under 20                                                                | Elite League Under-20                                                           | -                                                                               | 75’                                                                             |
| 27-3-2023                                                                       | Sandnes                                                                         | Norvegia under 20                                                               | 4 – 0                                                                           | Romania under 20                                                                | Elite League Under-20                                                           | -                                                                               | cap.                                                                            |
| Totale                                                                          |                                                                                 | Presenze                                                                        | 7                                                                               |                                                                                 | Reti                                                                            | 0                                                                               |                                                                                 |

## Palmarès

### Club

#### Competizioni nazionali
- Coppa Italia Serie C: 1

Padova: 2021-2022
- Coppa di Romania: 1

CFR Cluj: 2024-2025